# Jeff VanderMeer
Jeff VanderMeer (* 7. července 1968, Bellefonte) je americký spisovatel, obvykle řazený k žánru New Weird, případně obecněji ke sci-fi. K nejznámějším patří jeho trilogie Jižní zóna (Anihilace, Autorita, Adaptace). Je znám svými environmentalistickými postoji, které se prolínají i do jeho tvorby.
Většinu svého dětství strávil na Fidži, kde jeho rodiče pracovali pro Mírové sbory.  Po návratu do Spojených států strávil nějaký čas v Ithace, New Yorku a Gainesville na Floridě. Tři roky navštěvoval Floridskou univerzitu. Vystudoval zde novinařinu, angličtinu a latinskoamerickou historii. Ve dvaceti letech na něj silně zapůsobila jedna z próz Angely Carterové, která mu dle vlastních slov "přepnula mozek". V letech 1984-2005 vedl vlastní nakladatelství The Ministry of Whimsy Press, kde dával prostor hlavně alternativní sci-fi.
Třikrát získal World Fantasy Award (The Transformation of Martin Lake, antologie Leviathan 3, antologie The Weird), jednou cenu Locus (Wonderbook) a jednou cenu Nebula (Annihilation). Český literární časopis A2 zařadil román Anihilace mezi nejlepší světové prózy po roce 2000.

### Česky vyšlo (1. vydání):
- Veniss underground, Laser 2006 (překlad: Milan Žáček)

- Anihilace, Argo 2015 (překlad: Petr Kotrle); 1. díl série Jižní zóna
- Autorita, Argo 2017 (překlad: Pavel Bakič); 2. díl série Jižní zóna

- Adaptace, Argo 2017 (překlad: Pavel Bakič); 3. díl série Jižní zóna
- Borne, Argo 2019 (překlad: Pavel Bakič)
- Kniha divů: ilustrovaný průvodce psaním imaginativní prózy, Fragment 2019 (překlad: Richard Podaný)
- Finch, Argo 2020 (překlad: Jakub Němeček); 3. díl série Ambra
- Prapodivné potíže: útrapy a ústrky Jonathana Lambsheada, Argo 2022 (překlad: Dominika Křesťanová)
- Prapodivné potíže: útrapy a ústrky Jonathana Lambsheada. Svazek druhý, Argo 2022 (překlad: Dominika Křesťanová)